# Araboulonnais
L'araboulonnais è una razza di cavalli francese nata dal recente incrocio tra due razze molto diverse tra loro: il boulonnais, gigantesco cavallo da tiro, e il cavallo arabo, leggero cavallo da sella. Ha il mantello grigio e un'altezza al garrese di 155 - 160 cm. 
Data la recente introduzione i caratteri di questa razza non sono ancora ben definiti.